# مانتینج
مانتینج (به هلندی: Mantinge) یک منطقهٔ مسکونی در هلند است که در میدن-درنته واقع شده‌است. مانتینج ۱۹۱ نفر جمعیت دارد.